# Chiesa di Sant'Anna (Gerusalemme)

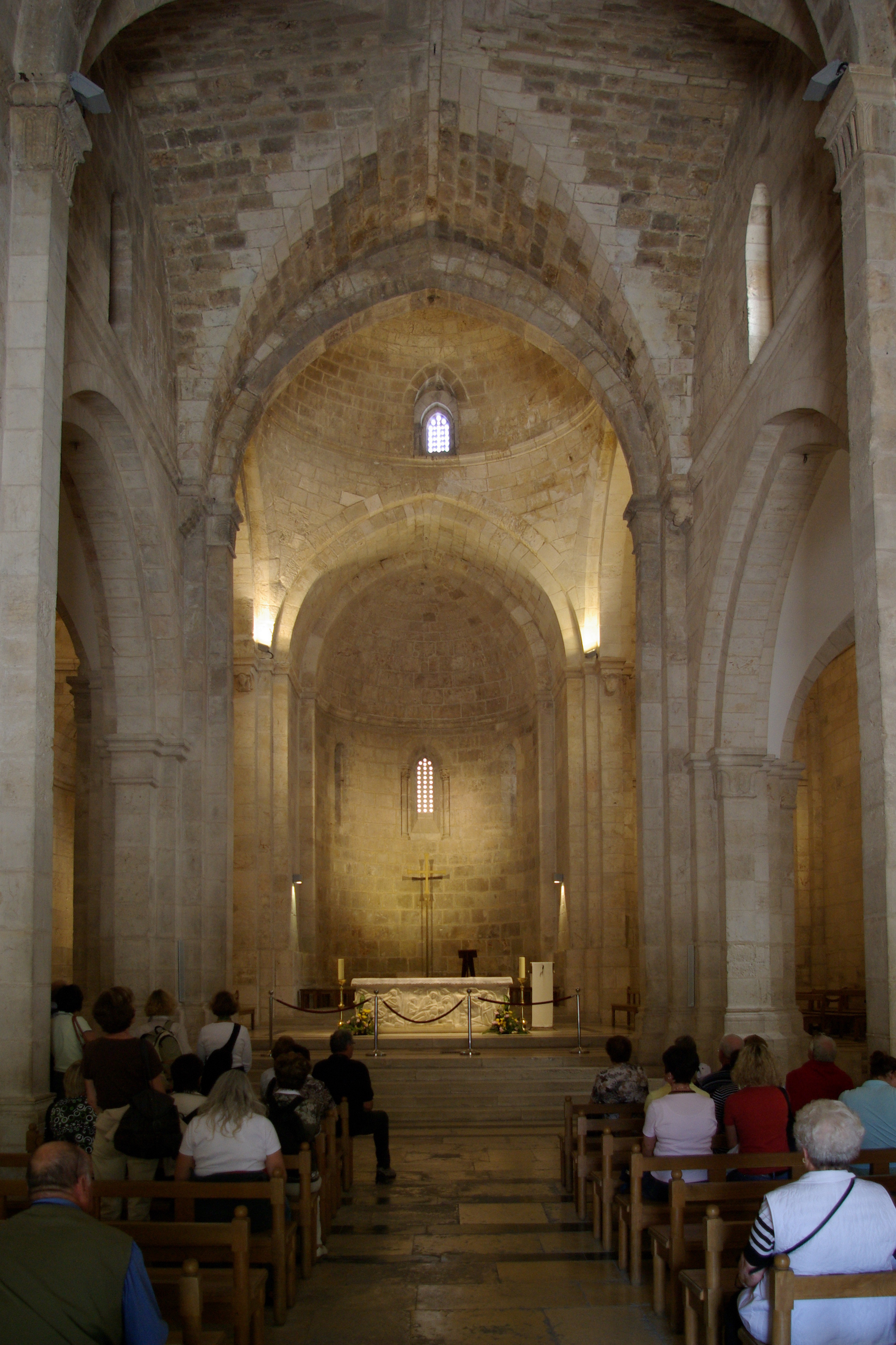
L'interno della chiesa

La chiesa di Sant'Anna è un luogo di culto cattolico di Gerusalemme, nel quartiere musulmano della città vecchia. Si trova nei pressi della piscina di Bethesda (o Piscina Probatica), riportata alla luce durante scavi condotti soprattutto nel XX secolo (ma iniziati già nel 1871), conosciuta nel Nuovo Testamento, in quanto l'evangelista Giovanni vi ambienta il primo miracolo compiuto da Gesù a Gerusalemme, la guarigione del paralitico (5,1-9).

## Storia
Sui resti della piscina dell'epoca di Gesù, l'imperatore Adriano, nel II secolo fece costruire nuovi bagni pubblici ed un tempio pagano. Nel V secolo i bizantini, al posto del tempio adrianeo, costruirono una basilica dedicata a Maria: infatti, secondo una tradizione, nei pressi della piscina si trovava la casa dei genitori della madre di Gesù, Anna e Gioacchino. Questa basilica, come molte altre in tutta la Palestina, fu distrutta con l'invasione persiana del 614. I crociati, sui resti della chiesa bizantina, costruirono una piccola chiesa.
Queste varie fasi di costruzione sono tutte documentate dal punto di vista archeologico: della piscina del I secolo si conserva ancora l'intonaco impermeabile; della chiesa bizantina, si conserva un pavimento musivo con croci gemmate, segno che fu messo in opera prima del 427 (anno in cui l'imperatore Teodosio II vietò di raffigurare le croci sul pavimento, per evitare di calpestare il sacro segno cristiano); della piccola chiesa crociata abbiamo tracce evidenti nei poderosi contrafforti che poggiano ancora oggi sul fondo della primitiva piscina.
Successivamente alla piccola chiesa, i crociati costruirono un nuovo e più grande edificio sacro, in posizione leggermente defilata rispetto agli edifici precedenti. La chiesa di Sant'Anna, costruita nel 1140, è uno dei pochi e magnifici resti superstiti di edilizia sacra crociata. Con la fine del regno latino di Gerusalemme, la chiesa fu trasformata da Saladino in scuola coranica (madrasa); e rimase in mano mussulmana fino al 1865 quando, in seguito alla guerra di Crimea, il sultano turco Abdul Megid la donò al governo francese, assieme a tutte le adiacenze. Gode da allora di un regime di extraterritorialità nell'ambito del dominio nazionale francese in Terrasanta e dal 1878 essa è gestita dai Padri Bianchi.
Come detto è uno dei monumenti crociati meglio conservati e costruito sul luogo che, secondo la tradizione, vide la nascita di Maria, madre di Gesù. Sul timpano della chiesa, un'iscrizione in arabo ricorda la trasformazione della chiesa in scuola coranica da parte di Saladino. L'interno è a tre navate; sui due capitelli delle colonne poste a fianco dell'altare sono scolpiti i simboli degli evangelisti Matteo e Luca. La cripta è costruita su antiche grotte, ed in una di queste è stata localizzata, fin dall'epoca crociata, il luogo della casa di Gioacchino ed Anna. La chiesa possiede un'ottima acustica.

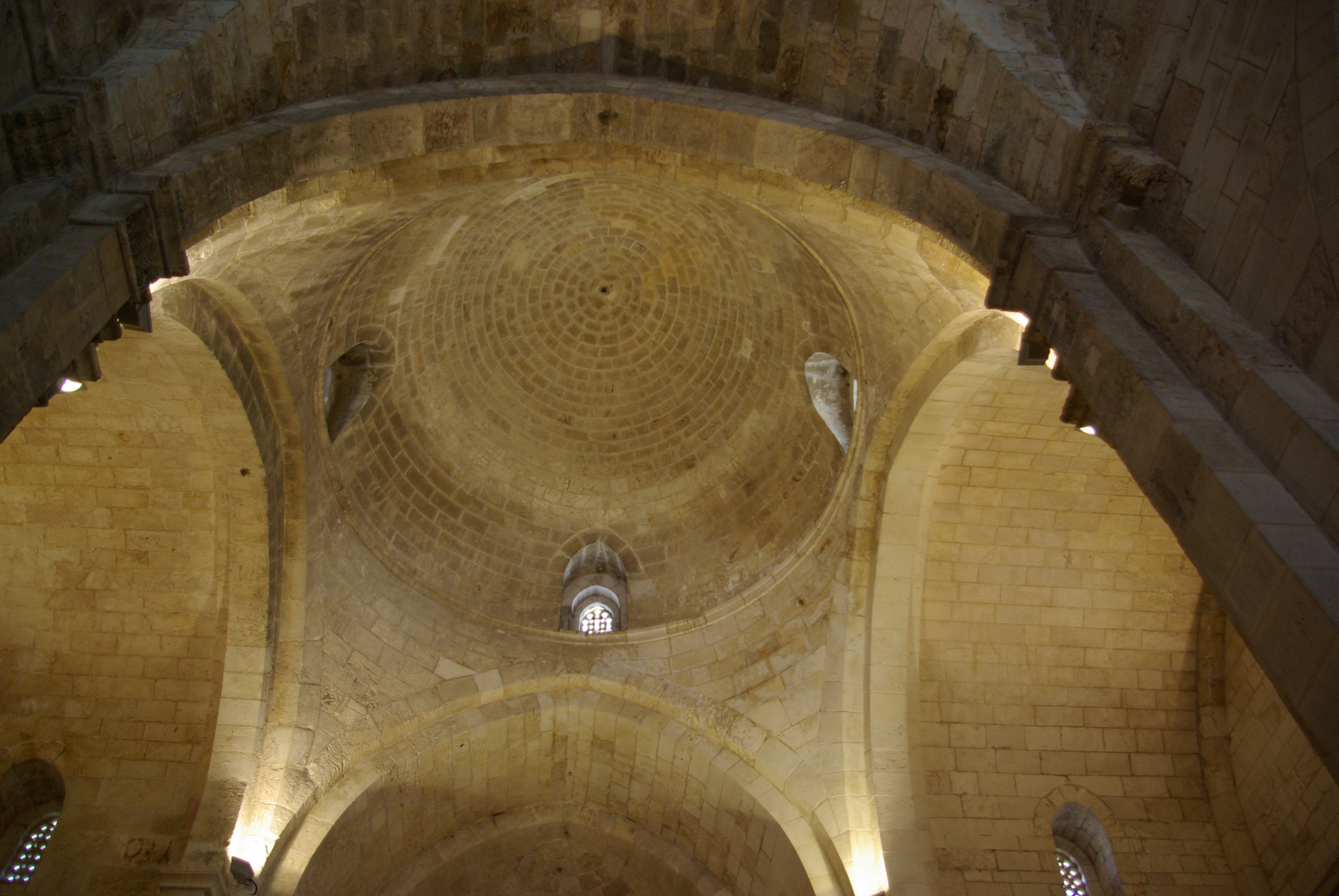
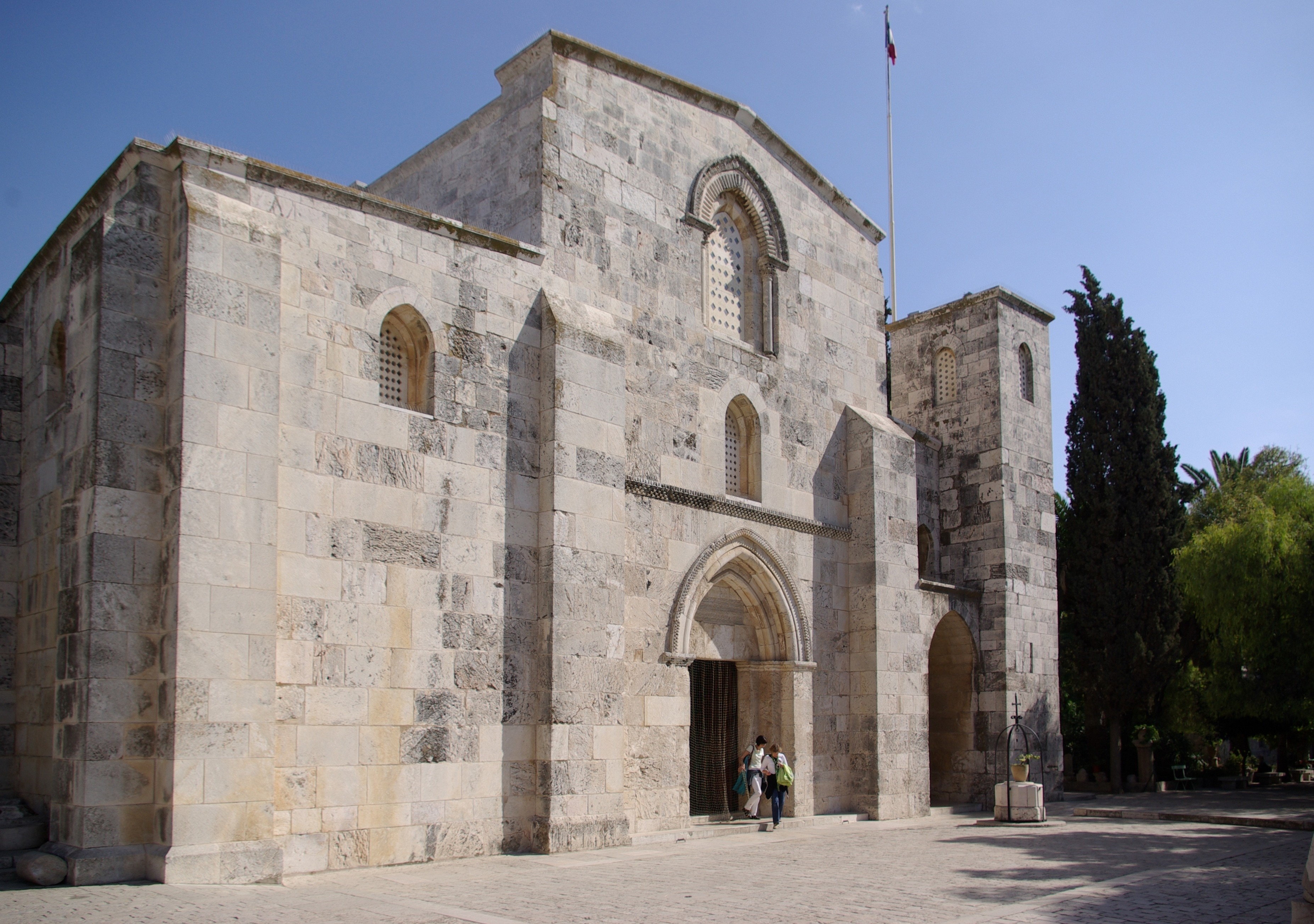